# Quarteto Futuro
O Quarteto Futuro é um grupo de heróis fictício, presente nas histórias em quadrinhos do Universo Marvel, publicadas pela Marvel Comics. Eles foram criados por Louise Simonson e June Brigman, tendo sua primeira aparição na revista "Power Pack" #1, de Agosto de 1984. A série durou 62 edições nos Estados Unidos.
Na década de 1980, o grupo foi publicado no Brasil pela Editora Abril, na revista Heróis da TV e na década de 1990 pela Editora Globo.

## Histórico
O Quarteto Futuro é o nome de um grupos de crianças que ganharam super-poderes graças ao contato com um alienígena (o "Crina Branca"). Os membros "oficiais" do grupo são os quatro irmão da família "Power":Alex(o Gravitom, com 12 anos), Jack (o Densus, com 8 anos), Katie (a Chispinha, com 5 anos) e Julie (a Arco Íris, com 10 anos). Mantendo seus poderes ocultos de seus pais, eles já se envolveram em inúmeras aventuras, tendo como principal inimigo o alienígena Zn'rx e como aliados os alienígenas quimelianos. O Quarteto Futuro também já se encontrou com vários heróis Marvel, em especial os X-Men (quando eles foram sequestrados pelos Morlocks, para serem "adotados" por Annalee).
Em várias ocasiões, outros "heróis-mirins" apareceram como membros honorários do grupo, tais como Franklin Richards (filho do Senhor Fantástico e da Mulher Invisível).
Atualmente, os pais dos jovens heróis já sabem dos poderes de seus filhos, sendo que todos deixaram a Terra, indo morar no Planeta Kymellia. Com essa "mudança de planeta", a série principal chegou ao fim e os jovens heróis atualmente aparecem apenas esporadicamente.

## Poderes e habilidades
- Jack "Densus": tem total controle sobre sua densidade corporal, utilizando seus poderes, na maioria das vezes, para se transformar em gás.
- Julie "Arco-Íris":  super-agilidade e voo, que faz com que seja projetado um arco íris das suas costas quando usa esses dons.
- Alex "Gravitom": pode aumentar ou diminuir o efeito da gravidade sob o próprio corpo e suas proximidades.
- Katie "Chispinha": é uma "bateria auto-recarregável" de energia, podendo expeli-la agressivamente sempre que "carregada".

## Outras versões
Um novo  Quarteto Futuro estreou em 2005 numa minissérie  pela
Marvel Age (atual Marvel Adventures ). Escrito por Marc Sumerak e ilustrada pelo estúdio japonês Gurihiru Studios, foi ignorada boa parte da cronologia do Quarteto Futuro, com novas versões dos personagens-título. E parecia estar voltado para o público infantil.
Essa versão do grupo foi publicada no Brasil pela Panini Comics em formatinho sob o selo "Geração Marvel.